# Jan Worst
Jan Gerben Frans Worst (Arnhem, 30 maart 1928 – Haren, 25 september 2015) was een Nederlands oogarts en uitvinder van onder andere de ArtiLens die bij staaroperaties wordt gebruikt.

## Biografie
Worst werd in 1928 in Arnhem geboren als zoon van een amanuensis/instrumentenmaker. Hij volgde na de Tweede Wereldoorlog de studie geneeskunde in Utrecht en voltooide zijn opleiding aan de Rijksuniversiteit Groningen. Mede door deze achtergrond combineerde hij een belangstelling voor de oogheelkunde met techniek. Aansluitend was hij als oogarts werkzaam in het Academisch Ziekenhuis te Groningen. Hier voerde hij de eerste experimenten uit met lenzen van perspex als vervanging van de natuurlijke lens in het oog die troebel was geworden door staar. Hij promoveerde in 1966 summa cum laude op een proefschrift over aangeboren glaucoom, "Pathogenesis of Congenital Glaucoma".
Zijn techniek bleek te werken en patiënten kwamen van heinde en ver naar hem toe voor staaroperaties. Met twee collega's richtte hij een privékliniek op, het Oogheelkundig Medisch Centrum Noord (OMCN), een van de eerste privéklinieken van Nederland. Samen met zijn beide collega's verkreeg hij in 1969 operatiekamerfacilteiten en bedden in het Refaja Ziekenhuis in Stadskanaal. Het zorgde ervoor dat in de daarop volgende periode 90% van de oogchirurgie in Noord-Nederland in Stadskanaal werd gedaan. Worst zou tot 2000 zijn naam aan het Refajaziekenhuis verbinden. Een van de bekendste patiënten die hij in die tijd in Stadskanaal opereerde was de voetballer Willem van Hanegem, die aan grijze staar leed.
Ook richtte hij zich op patiënten in de Derde Wereld om mensen daar van staar af te helpen. Zo was hij werkzaam in Nepal, India en Pakistan, waar hij onder primitieve omstandigheden opereerde. In Pakistan ontwikkelde Worst in de jaren zeventig een kunstlens die met weerhaakjes aan de iris van het oog werd vastgemaakt. Later implanteerde Worst hetzelfde lensje ook bij mensen zonder staar, die van hun bril af wilden: de ArtiLens. Met zijn vrouw startte hij het bedrijf Ophtec.
In 1990 werd hij benoemd tot bijzonder hoogleraar aan de Universiteit van Leiden en kreeg hij de Boerhaaveleerstoel aangeboden.

## Onderscheidingen
In 1976 kreeg Worst de "Binkhorst Award” van de American Intra Ocular Implant Society. In 1981 ontving hij "Ruth Gray Lecture Award". In 1983 kreeg hij de Snellenpenning uitgereikt voor "zijn bijdrage aan de ontwikkeling van moderne chirurgische technieken in de oogheelkunde". Eveneens in 1983 ontving hij het "Témoignage d'honneur" van de Canadian Implant Association. In 1985 kreeg hij in Cannes de "Jorg Boberg-Ans Award toegekend en in 1986 ontving hij de "Rayner Medal" van de United Kingdom Intraocular Implant Society. In 1989 werd hij benoemd tot honorair lid van de Nepalese Society of Ophthalmology. Voor de uitvinding van de ArtiLens kreeg hij in 2002 uit handen van de toenmalige Groningse burgemeester Jacques Wallage de Wubbo Ockelsprijs uitgereikt. Voor zijn baanbrekende werk was hij in 1994 reeds benoemd tot officier in de Orde van Oranje-Nassau. Tevens was hij erelid van het Nederlands Oogheelkundig Genootschap.
Worst overleed in 2015 op 87-jarige leeftijd in zijn woonplaats Haren.